# Isla Fisher
Isla Lang Fisher (Maszkat, Omán, 1976. február 3. –) ausztrál színésznő.

## Élete és pályafutása
Isla Lang Fisher néven született Omán fővárosában, Maszkatban, ahol skót édesapja bankárként dolgozott. Négy testvére van. Bathgate-en nőtt fel. 1982-ben Perth-be költöztek. 1985-ben már reklámokban szerepelt. Gyerekműsorokban is szerepelt, mint pl. Bay Cove (1993) és Paradise Beach (1993). Középiskolai tanulmányait a Methodist Ladies' College-ban végezte, ahol az iskolai színjátszó körében is részt vett. 18 évesen (1994) édesanyja segítségével kiadott 2 tinédzserregényt, a Bewitched-et és a Seduced by Fame-et. 1994-1997 között Shannon Reed szerepét játszotta az ausztrál szappanoperában, a Home and Away-ben. Miután kiszállt a sorozatból, Párizsban illetve Angliában tanult színjátszást.
2002-ben a Scooby-Doo első részében játszotta Mary Jane-t. Ennek hatására szerződést kötöttek vele, majd a 2003-as Zűrmester című filmben láthattuk ismét. 2005-ben az Ünneprontók ünnepében tűnt fel. 2005-ben a London című filmben, 2006-ban pedig a The Pleasure of Your Company-ben szerepelt. 2007-ben 3 filmben, a The Lookout, a A Kulcsfigura és Az örök kaszkadőr című filmekben játszott. 2008-ban a Hortonban, 2009-ben pedig az Egy boltkóros naplója című vígjátékban láthattuk.

## Magánélete
2010–2024 között Sacha Baron Cohen felesége volt. Három gyermekük van, kettő kislányuk, Olive (2007) és Elula (2011), valamint a 2015-ben született fiuk, Montgomery.

## Filmográfia

### Film
| Év   | Magyar cím                  | Eredeti cím                      | Szerep                      | Magyar hang       |
| ---- | --------------------------- | -------------------------------- | --------------------------- | ----------------- |
| 2000 |                             | Out of Depth                     | ausztrál lány               |                   |
| 2001 |                             | Swimming Pool                    | Kim                         |                   |
| 2002 |                             | Dog Days                         | Bianca                      |                   |
| 2002 | Scooby-Doo – A nagy csapat  | Scooby-Doo                       | Mary Jane                   | Vadász Bea        |
| 2003 | Testvérek közt              | Dallas 362                       | piros hajú lány             |                   |
| 2003 | A zűrmester                 | The Wannabes                     | Kirsty                      |                   |
| 2004 | Multik haza!                | I Heart Huckabees                | Heather                     |                   |
| 2005 | London                      | London                           | Rebecca                     | Mezei Kitty       |
| 2005 | Ünneprontók ünnepe          | Wedding Crashers                 | Gloria Cleary               | Ruttkay Laura     |
| 2006 | Randi az oltárnál           | The Pleasure of Your Company     | Katie                       | Nemes Takách Kata |
| 2007 | Az örök kaszkadőr           | Hot Rod                          | Denise                      | Haffner Anikó     |
| 2007 | A kulcsfigura               | The Lookout                      | Luvlee                      | Ruttkay Laura     |
| 2007 | A Simpson család – A film   | The Simpsons Movie               | tanácsadó (törölt jelenet)  |                   |
| 2008 | Horton                      | Horton Hears a Who!              | Dr. Mary Lou Larue (hangja) | Náray Erika       |
| 2008 | Mindenképpen talán          | Definitely, Maybe                | April                       | Vadász Bea        |
| 2009 | Egy boltkóros naplója       | Confessions of a Shopaholic      | Rebecca Bloomwood           | Major Melinda     |
| 2010 | Burke és Hare               | Burke and Hare                   | Ginny Hawkins               |                   |
| 2011 | Rango                       | Rango                            | Babszem (hangja)            | Haumann Petra     |
| 2012 | Az öt legenda               | Rise of the Guardians            | Fog (hangja)                | Csuha Borbála     |
| 2012 | Lánybúcsú                   | Bachelorette                     | Katie                       | Major Melinda     |
| 2013 | A nagy Gatsby               | The Great Gatsby                 | Myrtle Wilson               | Závodszky Noémi   |
| 2013 | Szemfényvesztők             | Now You See Me                   | Henley Reeves               | Ruttkay Laura     |
| 2013 | Született bűnözők           | Life of Crime                    | Melanie Ralston             | Ruttkay Laura     |
| 2015 |                             | Visions                          | Eveleigh                    |                   |
| 2015 | Mindörökké balek            | Klovn Forever                    | önmaga (cameo)              |                   |
| 2016 | Agyas és agyatlan           | Grimsby                          | Jodie Figgs                 | Nemes Takách Kata |
| 2016 | Kémek a szomszédban         | Keeping Up with the Joneses      | Karen Gaffney               | Balsai Móni       |
| 2016 | Éjszakai ragadozók          | Nocturnal Animals                | Laura Hastings              | Solecki Janka     |
| 2018 | Haverok harca               | Tag                              | Anna Malloy                 | Ruttkay Laura     |
| 2019 | A fösvény                   | Greed                            | Samantha                    |                   |
| 2019 | Túltolva                    | The Beach Bum                    | Minnie                      | Ruttkay Laura     |
| 2020 | Keresztanyu                 | Godmothered                      | MacKenzie Walsh             |                   |
| 2020 | Kísért a feleségem          | Blithe Spirit                    | Ruth Condomine              | Sipos Eszter Anna |
| 2021 | Irány a vadon!              | Back to the Outback              | Maddie (hangja)             | Oroszlán Szonja   |
| 2023 | Kivert kutyák               | Strays                           | Maggie (hangja)             | Ruttkay Laura     |
| 2024 | Időugrás                    | The Present                      | Jen Diehl                   | Németh Borbála    |
| 2025 | Szimat naplója              | Dog Man                          | Sarah Hatoff (hangja)       | Ágoston Katalin   |
| 2025 | Bridget Jones: Bolondulásig | Bridget Jones: Mad About the Boy | Rebecca                     | Ágoston Katalin   |
| 2025 | Szemfényvesztők 3.          | Now You See Me 3                 | Henley Reeves               |                   |

### Televízió
| Év        | Magyar cím                        | Eredeti cím          | Szerep                     | Megjegyzések                  |
| --------- | --------------------------------- | -------------------- | -------------------------- | ----------------------------- |
| 1993      |                                   | Bay Cove             | Vanessa Walker             | televíziós sorozat            |
| 1993      |                                   | Paradise Beach       | Robyn Devereaux Barsby     | 2 epizód                      |
| 1994–1997 | Otthonunk                         | Home and Away        | Shannon Reed               | 345 epizód                    |
| 1999      |                                   | Oliver Twist         | Bet                        | minisorozat                   |
| 2000      |                                   | Sunburn              | nő                         | 1 epizód                      |
| 2000      |                                   | Hearts and Bones     | ausztrál csapos            | 1 epizód                      |
| 2001      | Attila, Isten ostora              | Attila               | Cerca                      | minisorozat                   |
| 2002      | A vadak ura                       | Beastmaster          | Demon Manaka               | 1 epizód                      |
| 2003      |                                   | Da Ali G Show        | bűnöző szajha              | 1 epizód                      |
| 2004      |                                   | Pilot Season         | Butterfly                  | 1 epizód                      |
| 2010      | Pokoli szomszédok                 | Neighbors from Hell  | ismeretlen szereplő hangja | 3 epizód                      |
| 2011      | Író és kamuhős                    | Bored to Death       | Rose                       | 2 epizód                      |
| 2013–2018 | Az ítélet: család                 | Arrested Development | Rebel Alley                | 13 epizód (4–5. évad)         |
| 2015      | Szófia hercegnő                   | Sofia the First      | Button (hangja)            | 2 epizód                      |
| 2018      | Angie Tribeca – A törvény nemében | Angie Tribeca        | Lana Bobanna               | 1 epizód                      |
| 2020      | Félig üres                        | Curb Your Enthusiasm | Carol                      | 1 epizód                      |
| 2022      | Wolf Like Me                      | Wolf Like Me         | Mary                       | főszereplő és vezető producer |

## Díjai
- MTV Movie Award a legjobb feltörekvő színésznek (2006)